# Pericoma latina
Pericoma latina är en tvåvingeart som beskrevs av Sara 1954. Pericoma latina ingår i släktet Pericoma och familjen fjärilsmyggor. Inga underarter finns listade i Catalogue of Life.